# Målekolbe
En målekolbe) er et stykke kolbe, der bruges i et laboratorium. Det er kalibrerede til at indeholde et præcist volumen ved en bestemt temperatur. Målekolber bruges til at lave præcise opløsninger og standardopløsninger. Flaskerne er normalt pæreformede med en flad bund, og er lavet i enten glas eller plastik. Flaskehalsen har typisk en skrue eller slebet samling, som passer sammen med en glasprop eller en prop i teflon. Halsen er lang og tynd med en markering. Markeringen indikerer det volumen af væske flasken indeholder, når den er fyldt hertil. Flaskerne er typisk kalibrerede til 20 °C, og volumenet er angivet på siden af flasken, sammen med usikkerheden.
Målekolber findes i varierende størrelser fra 1 mL til 20.000 mL.